# 长六眼幽灵蛛
长六眼幽灵蛛（学名：Spermophora elongata）为幽灵蛛科六眼幽灵蛛属的动物。在中国大陆，分布于云南等地。该物种的模式产地在云南。其种加词“elongata”意为“长的”。